# Mareuil-le-Port
Pour les articles homonymes, voir Mareuil.
Mareuil-le-Port est une commune française, située dans le département de la Marne en région Grand Est. Elle fait partie de la région naturelle de la vallée de la Marne, rivière qui délimite son territoire au nord.
Bourg rural de l'aire d'attraction d'Épernay, la commune est composée de trois agglomérations principales : Port-à-Bison, Mareuil-le-Port et Cerseuil. Elle est membre de la communauté de communes des Paysages de la Champagne, à qui elle a transféré un certain nombre de compétences (notamment en matière d'eau et de déchets).
Au dernier recensement de 2022, la commune comptait 1 151 habitants appelés Mareuillats et Mareuillates. Son économie est particulièrement tournée vers la viticulture.
Son patrimoine architectural comprend notamment l'église Saint-Remi, la chapelle Sainte-Barbe et le monument aux morts. Son patrimoine naturel comprend quant à lui une zone naturelle d'intérêt écologique, faunistique et floristique, celle du bois des Châtaigniers.

## Géographie

### Localisation
Mareuil-le-Port se trouve à l'ouest du département de la Marne, en région Grand Est.
La commune de Mareuil-le-Port s'étend sur une superficie de 896 hectares. Elle appartient à la région agricole de la vallée de la Marne, rivière qui délimite son territoire au nord. Son territoire comprend l'île Javiot, sur la Marne.
Par la route, Mareuil-le-Port se situe à 50 km de Châlons-en-Champagne, préfecture de la Marne, à 40 km (via l'A4) de Reims, plus grande ville du département, à 16 km d'Épernay, sa sous-préfecture, et à 9 km de Dormans, bureau centralisateur du canton de Dormans-Paysages de Champagne dont dépend Mareuil-le-Port depuis 2015. La commune fait en outre partie du bassin de vie de Dormans.
Mareuil-le-Port est limitrophe de 7 communes :
| Vandières       | Châtillon-sur-Marne |           |
| Troissy         | Mareuil-le-Port     | Œuilly    |
| Nesle-le-Repons | Festigny            | Leuvrigny |

### Géologie et relief
Sur son territoire, l'altitude varie de 63 à 224 mètres.
Le relief est marqué par la vallée de la Marne au nord, où l'altitude est minimale, et par la vallée du Flagot, qui entaille le plateau de la Brie au centre du territoire communal,.
Les villages de Mareuil-le-Port (entre 70 et 80 mètres d'altitude) et Port-à-Binson (entre 65 et 100 mètres) se trouvent au pied des coteaux de la vallée de la Marne, le long de la route départementale 3. Le village de Cerseuil est situé entre 100 et 135 mètres d'altitude, sur les coteaux de la vallée du Flagot.
Le point culminant de la commune se trouve sur le plateau de Brie, à proximité des Pâtis de Cerseuil et du bois des Châtaigniers.

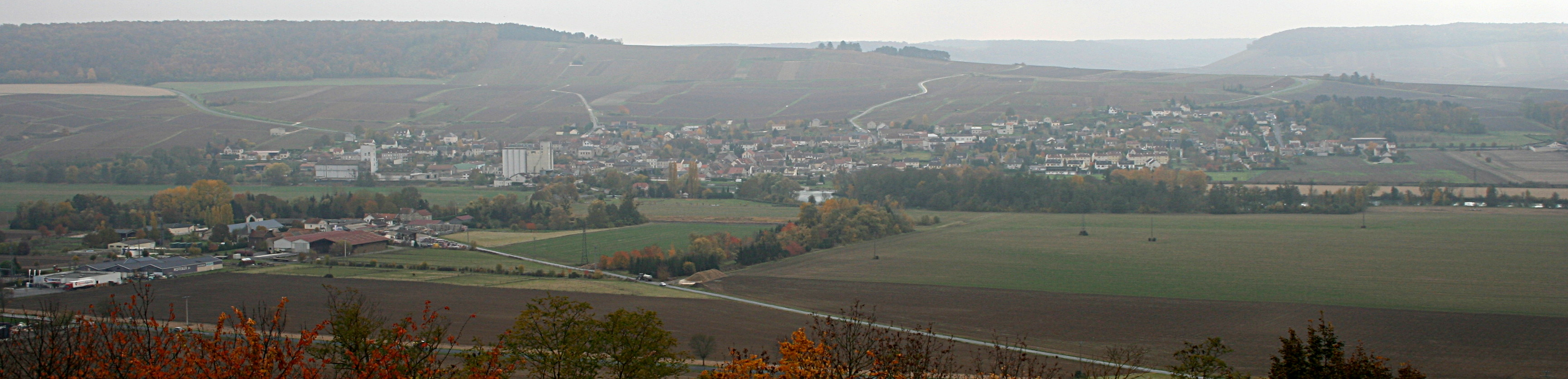
Port-à-Binson, bourg principal de Mareuil-le-Port, dans la vallée de la Marne.

### Hydrographie

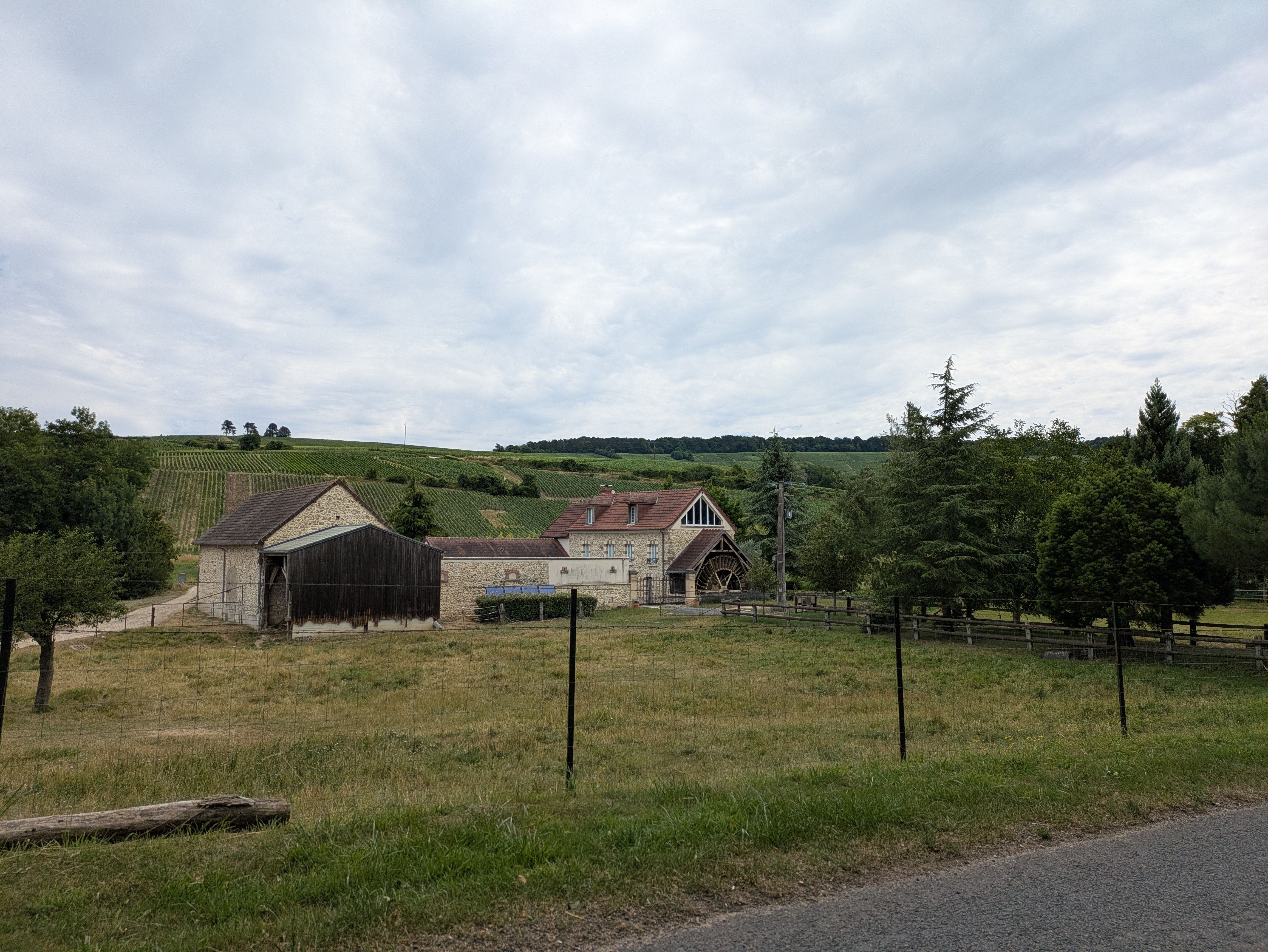
Le Moulin Victor, dans la vallée du Flagot, au sud de Mareuil-le-Port.

La commune est dans la région hydrographique « la Seine de sa source au confluent de l'Oise (exclu) » au sein du bassin Seine-Normandie. Elle est drainée par la Marne, le Flagot, le ru de Vassy, divers bras de la Marne et divers bras du Flagot,.
La Marne prend sa source sur le plateau de Langres, dans la commune de Saints-Geosmes (Haute-Marne) et se jette dans la Seine entre Charenton-le-Pont et Alfortville (Val-de-Marne) dans le quartier de Conflans-l'Archevêque. Les caractéristiques hydrologiques de la Marne sont données par la station hydrologique située sur la commune de Mareuil-le-Port. Le débit moyen mensuel est de 85,9 m3/s. Le débit moyen journalier maximum est de 497 m3/s, atteint lors de la crue du 29 janvier 2018. Le débit instantané maximal est quant à lui de 500 m3/s, atteint le même jour.
Le Flagot, d'une longueur de 12,49 km, prend sa source dans la commune d'Igny-Comblizy et se jette dans la Marne au nord de la commune, après avoir traversé quatre communes. Le ru de Vassy, d'une longueur de 7,65 km, prend sa source dans la commune de Boursault et se jette dans le Flagot à Mareuil-le-Port, après avoir traversé six communes.

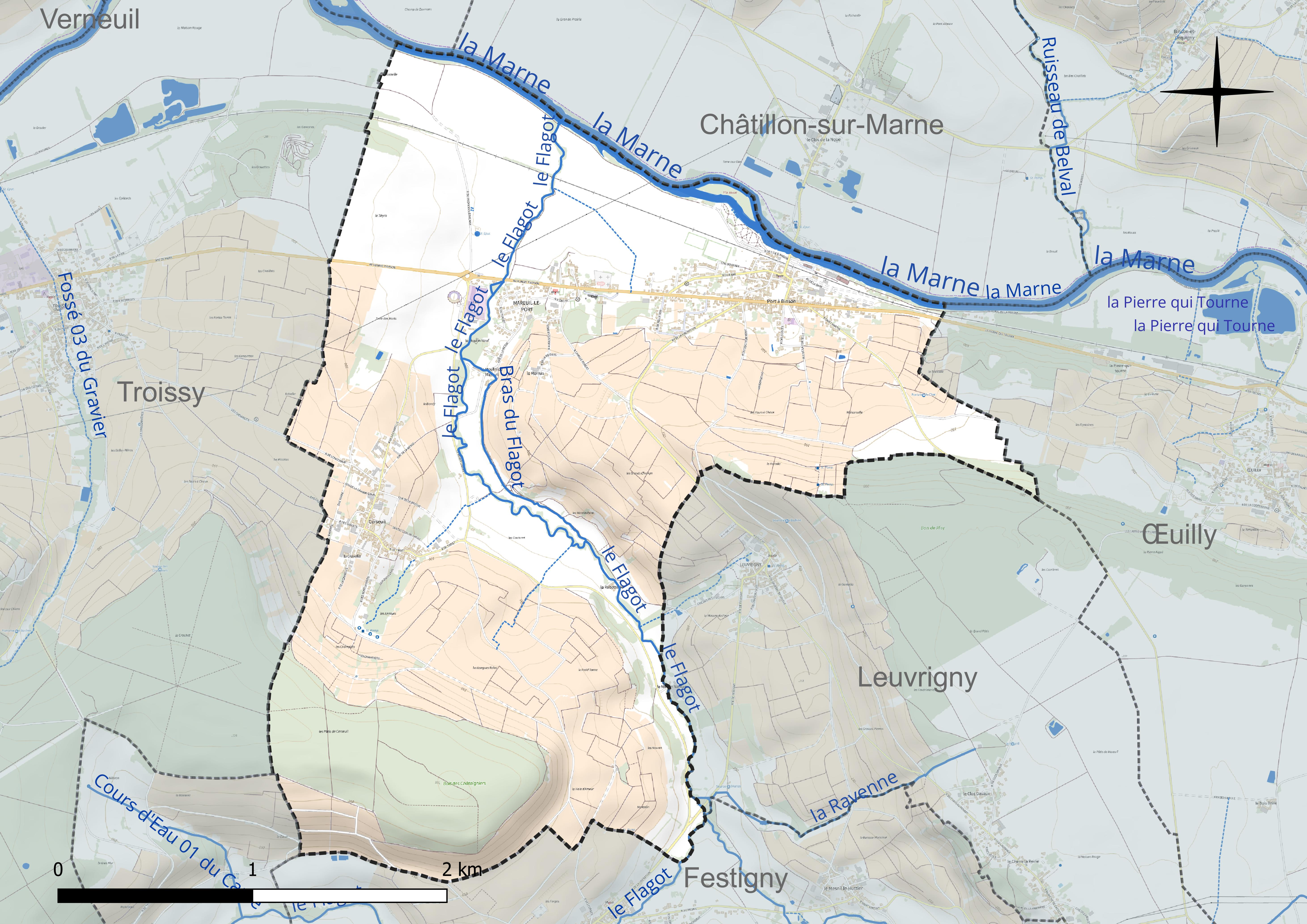
Réseau hydrographique de Mareuil-le-Port.

### Climat
Pour des articles plus généraux, voir Climat du Grand Est et Climat de la Marne.
En 2010, le climat de la commune est de type climat océanique dégradé des plaines du Centre et du Nord, selon une étude du Centre national de la recherche scientifique s'appuyant sur une série de données couvrant la période 1971-2000. En 2020, Météo-France publie une typologie des climats de la France métropolitaine dans laquelle la commune est exposée à un climat océanique altéré et est dans la région climatique  Nord-est du bassin Parisien, caractérisée par un ensoleillement médiocre, une pluviométrie moyenne régulièrement répartie au cours de l’année et un hiver froid (3 °C).
Pour la période 1971-2000, la température annuelle moyenne est de 10,3 °C, avec une amplitude thermique annuelle de 15,4 °C. Le cumul annuel moyen de précipitations est de 686 mm, avec 12,1 jours de précipitations en janvier et 8,1 jours en juillet. Pour la période 1991-2020, la température moyenne annuelle observée sur la station météorologique de Météo-France la plus proche, « Chambrecy-Civc », sur la commune de Chambrecy à 13 km à vol d'oiseau, est de 10,7 °C et le cumul annuel moyen de précipitations est de 734,0 mm. 
La température maximale relevée sur cette station est de 40,3 °C, atteinte le 25 juillet 2019 ; la température minimale est de −22,1 °C, atteinte le 17 janvier 1985,,.
Les paramètres climatiques de la commune ont été estimés pour le milieu du siècle (2041-2070) selon différents scénarios d'émission de gaz à effet de serre à partir des nouvelles projections climatiques de référence DRIAS-2020. Ils sont consultables sur un site dédié publié par Météo-France en novembre 2022.

### Milieux naturels et biodiversité

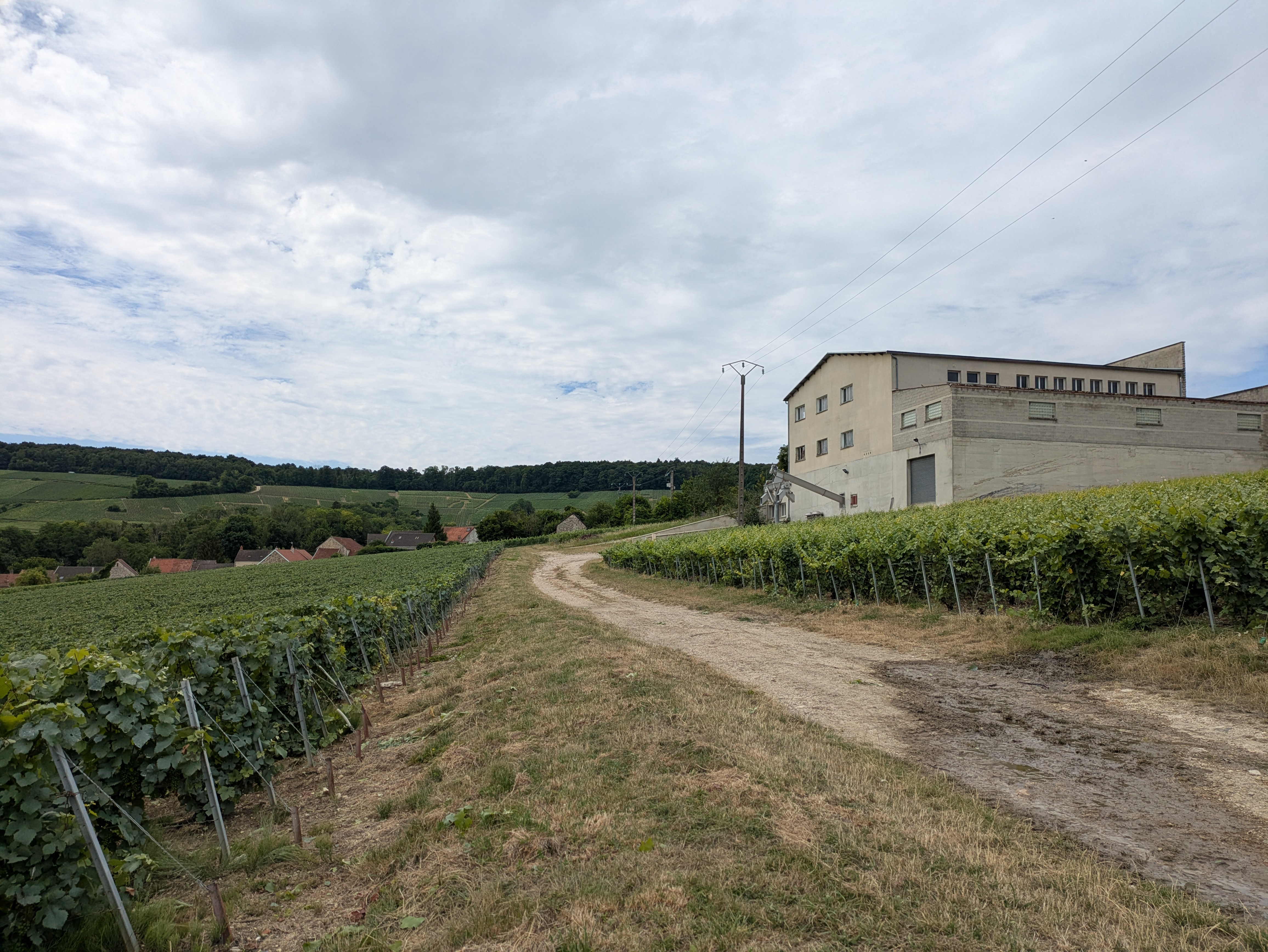
Le hameau de Cerseuil, surplombé par le bois des Châtaigniers.

L'Inventaire national du patrimoine naturel (INPN) recense 468 espèces sur le territoire de la commune, dont 79 espèces protégées et 32 espèces menacées.
Mareuil-le-Port compte une zone naturelle d'intérêt écologique, faunistique et floristique (ZNIEFF) de type I : le bois des Châtaigniers à Cerseuil. La ZNIEFF s'étend sur 50 hectares au sud de Cerseuil, autour d'une butte forestière dominant le vignoble entre 170 et 221 mètres d'altitude. Le bois est dominé par une chênaie acidophile, complétée par une chênaie mésotrophe à acidophile, une chênaie-charmaie neutrophile et, sur le versant sud, une chênaie-hêtraie thermophile à iris fétide. La ZNIEFF accueille de nombreux oiseaux, mammifères et carnivores ainsi que certains lézards et amphibiens.

## Urbanisme

### Typologie
Au 1er janvier 2024, Mareuil-le-Port est catégorisée bourg rural, selon la nouvelle grille communale de densité à sept niveaux définie par l'Insee en 2022.
Elle est située hors unité urbaine. Par ailleurs la commune fait partie de l'aire d'attraction d'Épernay, dont elle est une commune de la couronne,. Cette aire, qui regroupe 44 communes, est catégorisée dans les aires de 50 000 à moins de 200 000 habitants,.

### Occupation des sols
L'occupation des sols de la commune, telle qu'elle ressort de la base de données européenne d’occupation biophysique des sols Corine Land Cover (CLC), est marquée par l'importance des territoires agricoles (79 % en 2018), en augmentation par rapport à 1990 (77 %). La répartition détaillée en 2018 est la suivante : cultures permanentes (45,8 %), terres arables (26 %), zones urbanisées (10,9 %), forêts (10,1 %), zones agricoles hétérogènes (7,2 %).
L'évolution de l’occupation des sols de la commune et de ses infrastructures peut être observée sur les différentes représentations cartographiques du territoire : la carte de Cassini (XVIIIe siècle), la carte d'état-major (1820-1866) et les cartes ou photos aériennes de l'IGN pour la période actuelle (1950 à aujourd'hui).

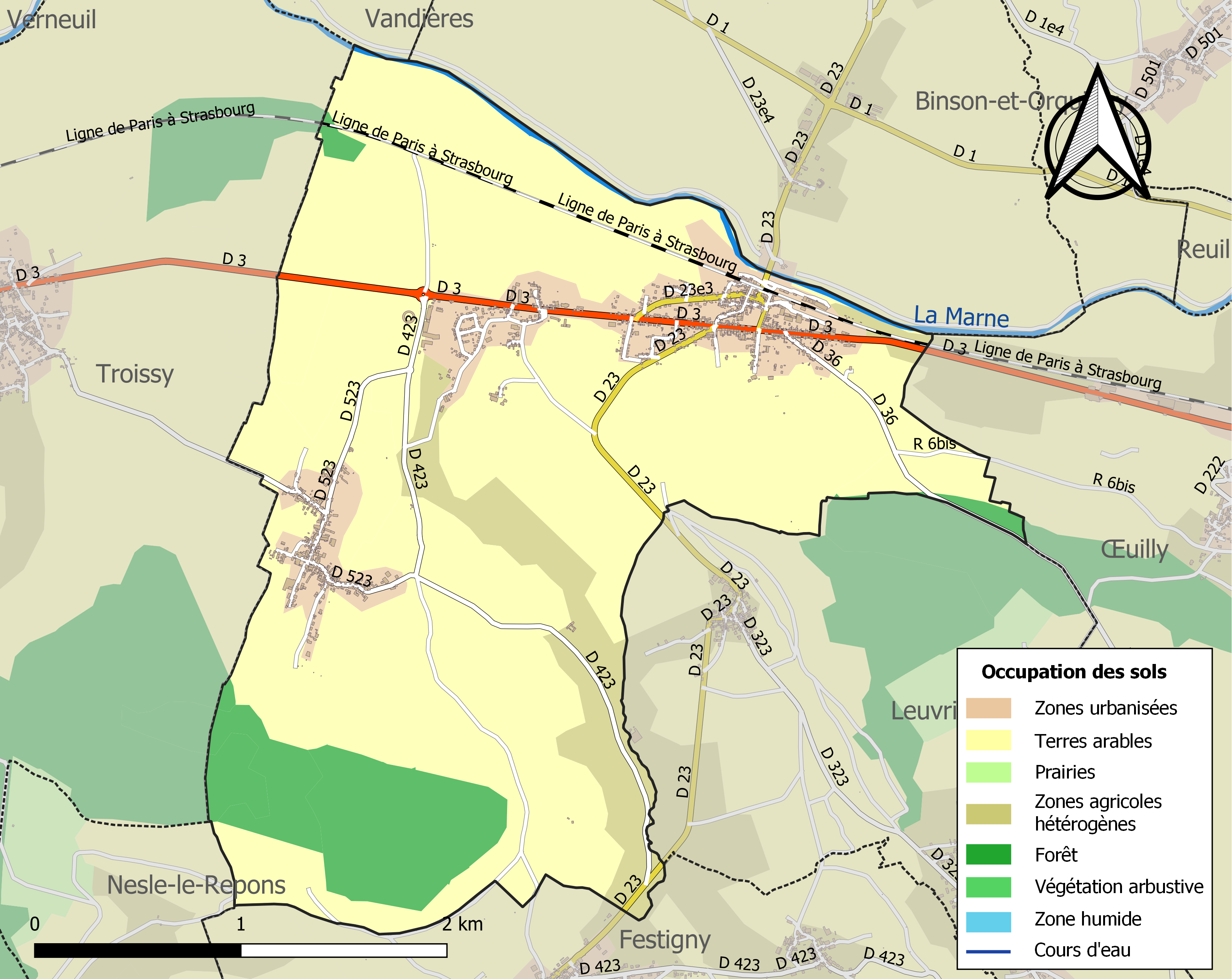
Carte des infrastructures et de l'occupation des sols de la commune en 2018 (CLC).

### Morphologie rurale, hameaux et écarts
La commune de Mareuil-le-Port est composée de trois villages : Port-à-Binson (environ 650 habitants au début du XXIe siècle), Mareuil-le-Port (environ 450 habitants) et Cerseuil (environ 230 habitants).
Bourg principal, Port-à-Binson se trouve à l'est de la commune. Sa partie ancienne comprend des habitations construites à l'alignement de l'ancienne route nationale 3 (sur 1,2 km ainsi qu'un triangle entre cette route et la voie ferrée. Les constructions plus récentes, en périphérie, sont moins denses.
À l'ouest, Mareuil-le-Port est séparée de Port-à-Binson par une bande non construite d'environ 130 mètres ; le plan local d'urbanisme prévoit cependant la constructibilité de cette zone pour relier à terme les deux villages. Mareuil-le-Port est constituée d'un bâti ancien — lui aussi dense — autour de l'église, de la route nationale et de la rue d'Orchy, d'un lotissement le Petit Voisin et d'importants équipements publics comme le collège.
Cerseuil est située dans la vallée du Flagot, au sud-ouest, à environ 1,6 km de la mairie. Le village s'articule autour de la route départementale 523, avec des maisons mitoyennes et un alignement sur rue plus aléatoire qu'à Mareuil et Port. Cerseuil s'étire vers l'ouest et le sud, le long de voies communales, et comprend d'importants bâtiments viticoles.
Outre ces villages, le plan local d'urbanisme de la commune mentionne quelques habitations isolées aux lieux-dits le Moulin Victor (la ferme de la Rabotterie), le Noyer Cabaret et le long de la Marne. La carte de l'IGN recense également quelques écarts au sud du village de Mareuil-le-Port (Le Mornas, le Moulin de Mareuil et le Moulin Neuf).

### Planification
Les règles d'urbanisme sur le territoire de Mareuil-le-Port sont déterminées par le schéma de cohérence territoriale d'Épernay et sa Région (SCoTER) approuvé le 5 décembre 2018 et par le plan local d'urbanisme (PLU) de la commune révisé le 2 décembre 2008.

### Habitat et logement
En 2021, Mareuil-le-Port compte 635 logements. Ces logements sont à 88 % des maisons ; la commune comptant 74 appartements. En raison de la prévalence des maisons, les résidences principales de Mareuil-le-Port disposent en moyenne de 4,7 pièces (4,9 pour les maisons et 2,9 pour les appartements).
Le tableau ci-dessous présente une comparaison de quelques indicateurs chiffrés du logement pour Mareuil-le-Port, la communauté de communes des Paysages de la Champagne (CCPC), le département de la Marne et la France entière :
|                                                            | Mareuil-le-Port | CCPC   | Marne   | France     |
| ---------------------------------------------------------- | --------------- | ------ | ------- | ---------- |
| Ensemble des logements                                     | 635             | 11 470 | 300 919 | 37 155 918 |
| Part des résidences principales (en %)                     | 83,1            | 80,9   | 87,5    | 82,2       |
| Part des résidences secondaires (en %)                     | 4,4             | 5,8    | 3,4     | 9,7        |
| Part des logements vacants (en %)                          | 12,5            | 13,4   | 9,1     | 8,1        |
| Part des propriétaires de leur résidence principale (en %) | 73,8            | 76,4   | 52,2    | 57,5       |

À Mareuil-le-Port, en 2021, 83,1 % des logements sont des résidences principales, 4,4 % des résidences secondaires et 12,5 % des logements vacants. Par ailleurs, 73,8 % des ménages sont propriétaires de leur résidence principale. Mareuil-le-Port se démarque alors par un nombre supérieur à la moyenne départementale et nationale de ménages propriétaires de leur résidence principale.
Parmi les 525 résidences principales construites avant 2019, 17,7 % avaient été construites avant 1919, 14,3 % entre 1919 et 1945, 26,4 % entre 1946 et 1970, 28,4 % entre 1971 et 1990, 7,4 % entre 1991 et 2005 et 5,7 % entre 2006 et 2018.
Le tableau ci-dessous présente l'évolution du nombre de logements sur le territoire de la commune, par catégorie, depuis 1968 :
|                        | 1968 | 1975 | 1982 | 1990 | 1999 | 2010 | 2015 | 2021 |
| ---------------------- | ---- | ---- | ---- | ---- | ---- | ---- | ---- | ---- |
| Résidences principales | 448  | 485  | 482  | 508  | 527  | 510  | 535  | 528  |
| Résidences secondaires | 28   | 43   | 41   | 36   | 30   | 17   | 20   | 28   |
| Logements vacants      | 37   | 32   | 54   | 49   | 36   | 94   | 89   | 79   |
| Total                  | 513  | 560  | 577  | 593  | 593  | 621  | 644  | 635  |

### Voies de communication et transports
La commune est traversée par la route départementale 3, ancienne route nationale 3, qui consiste la rue principale des villages de Mareuil-le-Port et Port-à-Binson. Elle relie la commune à Dormans et la région parisienne à l'ouest, et à Épernay et Châlons-en-Champagne à l'est,.
Les autres routes principales sont la route départementale 23, qui se dirige vers Montmirail au sud et Reims au nord ; la route départementale 36 qui part de Port-à-Binson pour rejoindre Saint-Martin-d'Ablois au sud-est ; la route départementale 423 qui suit la vallée du Flagot parallèlement à la départementale 23 et permet de desservir Cerseuil (via la route départementale 523).
Du point de vue ferroviaire, la ligne de Paris-Est à Strasbourg-Ville passe au nord de la commune. La gare de la commune n'étant toutefois plus desservie, les gares les plus proches sont la gare de Dormans et la gare d'Épernay.

### Risques naturels et technologiques
Le territoire de Mareuil-le-Port est vulnérable à différents risques naturels et technologiques. La commune est dans l'obligation d'élaborer et publier un document d'information communal sur les risques majeurs ainsi qu'un plan communal de sauvegarde.
La commune est concernée par les risques de mouvements de terrain. Mareuil-le-Port est comprise dans le périmètre du plan de prévention des risques « glissement de terrain de la Côte d'Ile-de-France - secteur de la vallée de la Marne tranche 3 » approuvé en 2014.
Mareuil-le-Port est également concernée par le risque d'inondation, y compris par remontée de nappe. La commune est incluse dans le périmètre du plan des surfaces submersibles du secteur d'Épernay de 1976 et dans le PPR « inondations par débordement de la Marne sur le secteur d'Épernay » de 2017.
La commune a fait l'objet de plusieurs arrêtés reconnaissant l'état de catastrophe naturelle pour des inondations et/ou coulées de boue (en 1983, 1988, 1993, 1995, 1999, 2006 et 2013) ainsi que pour une sécheresse en 2022.
Mareuil-le-Port est affectée par le phénomène de retrait-gonflement des argiles (risque moyen). Le risque sismique est très faible sur son territoire. De même, le potentiel radon de la commune est faible.
Mareuil-le-Port compte par ailleurs des sites potentiellement concernés par la pollution des sols, des garages/stations-services et une tréfilerie. Elle est également concernée par le transport de matières dangereuses en raison de la présence sur le territoire communal de la ligne ferroviaire de Paris à Strasbourg.

## Toponymie
Le nom de la localité est attesté sous les formes Marolium (1100) ; Maroilum, Marroilum (1110) ; Marueil (1146) ; Maroil (vers 1222) ; Mareul (fin du XIIIe siècle) ; Maruel-dessus-Chastillon, Maruel-soubz-Chastillon (1358) ; Mareuil-sous-Châtillon-sur-Marne (1546). Le mot Mareuil est d'origine gauloise, il est composé de °maro (grand) et de °-ialo qui désignait un espace découvert, une « clairière ».
Le déterminant -le-Port fait référence à Port-à-Binson, bourg principal de Mareuil-le-Port, attesté sous les formes Pons de Baisson, in portu de Baisson (1242) ; Pons de Bainson (1346) ; In portu de Bainson (1391) ; Le Port de Bainsson (1408) ; Le Port-à-Bainson (1447) ; Le Port, ledit Port de Abençon (XVe siècle) ; Port-à-Bainsson (1558) ; Le bac à Pinson (1575) ; Port-à-Binson (1643) ; Le Port-à-Binsson (1680) ; Port (XVIIIe siècle). Port-à-Binson fait face au prieuré de Binson, situé de l'autre côté de la Marne.
Le troisième village de la commune, Cerseuil, est attesté sous les formes Cersoilus (début du XIe siècle), Cersueil (1201), Cerseuil (vers 1220), Cerceull (1253), Cersolium (1254), Cersuel (vers 1274), Cerceuil (1749), Serseuil (1735).

## Histoire

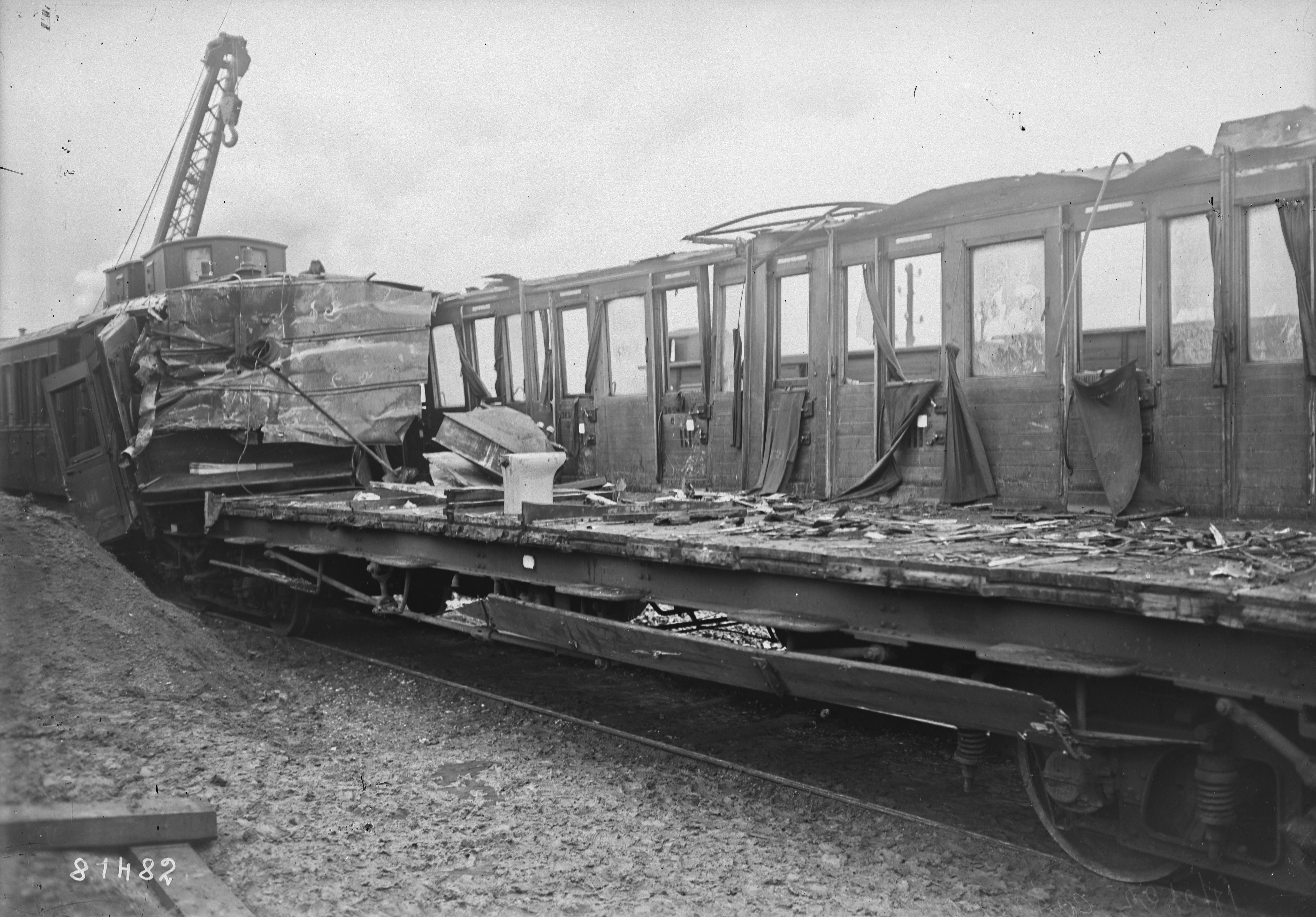
La gare de Port-à-Binson en 1923.

Si les premières mentions de Mareuil-le-Port remontent au XIIe siècle, des vestiges néolithiques et médiévaux ont été mis à jour à la ferme de Misy, entre Port-à-Binson et Leuvrigny.
Une gare dénommée « Port-à-Binson - Châtillon » se trouvait sur la commune, près des silos qui bordent la Marne. La gare a depuis été désaffectée[Quand ?] ; son bâtiment, qui existe toujours, a survécu aux bombardements de 1918. Le 18 février 1923, un accident ferroviaire y a lieu entre une train de marchandise et le rapide Paris-Strasbourg.

## Politique et administration

### Rattachements administratifs et électoraux

#### Rattachements administratifs
La commune se trouve dans l'arrondissement d'Épernay au sein du département de la Marne et de la région Grand Est.
Elle faisait partie depuis 1824 du canton de Dormans. Dans le cadre du redécoupage cantonal de 2014 en France, cette circonscription administrative territoriale a disparu, et le canton n'est plus qu'une circonscription électorale.

#### Rattachements électoraux
Pour les élections départementales, la commune fait partie depuis 2014 du canton de Dormans-Paysages de Champagne.
Pour l'élection des députés, elle fait partie de la troisième circonscription de la Marne.

### Intercommunalité
Mareuil-le-Port était membre de la communauté de communes des Coteaux de la Marne, un établissement public de coopération intercommunale (EPCI) à fiscalité propre créé le 30 décembre 1996 et auquel la commune avait transféré un certain nombre de ses compétences, dans les conditions déterminées par le Code général des collectivités territoriales.
Dans le cadre des dispositions de la loi portant nouvelle organisation territoriale de la République du 7 août 2015, qui prévoit que les établissements publics de coopération intercommunale (EPCI) à fiscalité propre doivent avoir un minimum de 15 000 habitants, cette intercommunalité a fusionné avec ses voisines pour former, le 1er janvier 2017, la communauté de communes des Paysages de la Champagne, dont Mareuil-le-Port est désormais membre.
La commune est par ailleurs membre d'un EPCI sans fiscalité propre, le SIVU scolaire de Mareuil-le-Port qui est chargé de la gestion des transports scolaires (primaire et collège) d'une vingtaine de communes autour de Mareuil-le-Port.

### Liste des maires
| Période                                  | Période  | Identité                                     | Étiquette | Qualité |
| ---------------------------------------- | -------- | -------------------------------------------- | --------- | ------- |
| Les données manquantes sont à compléter. |          |                                              |           |         |
| an VI                                    |          | Charles Etienne Leblanc                      |           |         |
| Les données manquantes sont à compléter. |          |                                              |           |         |
| 1989                                     | 2010     | Claude Texier                                |           |         |
| 2010                                     | 2014     | Sabine Thibaud                               |           |         |
| 2014                                     | En cours | Olivier Veaux Réélu pour le mandat 2020-2026 |           |         |

### Jumelages
Mareuil-le-Port est jumelée avec :
- Zornheim (Allemagne) depuis 1984[49].

## Équipements et services publics

### Eau et déchets
L'approvisionnement en eau potable et l'assainissement des eaux usées sont des compétences de la communauté de communes des Paysages de la Champagne. Mareuil-le-Port et le hameau de Cerseuil sont alimentés en eau potable par les captages de Mareuil-le-Port. Port-à-Binson est alimenté par plus de trois captages. La production et la distribution d'eau potable font l'objet d'une délégation de service public confiée à Suez jusqu'en 2029.
La commune accueille une station d'épuration à boues activées d'une capacité de 900 équivalent-habitants sur son territoire. L'assainissement collectif y est assuré par Veolia dans le cadre d'une délégation de service public confiée par la communauté de communes et courant jusqu'en 2029. Quelques habitations isolées ne sont toutefois pas raccordées à l'assainissement collectif.
La communauté de communes est également compétente en matière de déchets. La collecte des ordures ménagères résiduelles et des déchets recyclables est réalisée en porte à porte. La communauté de commune adhérant au syndicat de valorisation des ordures ménagères de la Marne (SYVALOM), ces déchets sont amenés au centre de transfert départemental de Pierry puis valorisés sur le site de La Veuve. La collecte du verre et des textiles se fait en apport volontaire. Quatre bennes à verre se trouvent sur le territoire de Mareuil-le-Port.
Mareuil-le-Port accueille l'une des six déchèteries mises à disposition des habitants de la communauté de communes et accessibles après création d'une carte d'accès. Les autres déchèteries de la communauté de communes sont situées à Châtillon-sur-Marne, Damery-Venteuil, Fèrebrianges, Montmort-Lucy et Trélou-sur-Marne.

### Enseignement
Mareuil-le-Port fait partie de l'académie de Reims.
Depuis 2006, la commune compte une crèche multi-accueil « Grain de sel », qui accueille 27 enfants de 2 mois à 3 ans. La commune recense également plusieurs assistantes maternelles sur son territoire.
L'actuelle école primaire de Mareuil-le-Port ouvre en 2017, remplaçant les trois anciens sites (un à Mareuil-le-Port et deux à Port-à-Binson). Depuis 2019, et la fermeture des regroupements pédagogiques de Boursault-Œuilly-Vauciennes et Leuvrigny-Festigny, elle accueille également les enfants d'Œuilly, Leuvrigny et Festigny. Installée rue du Professeur Nicaise, l'école est fréquentée par 150 élèves de maternelle et d'élémentaire (chiffres 2024-2025).
Mareuil-le-Port compte également un collège, le collège Professeur-Nicaise,. Il est rattaché au lycée Stéphane-Hessel d'Épernay.

### Santé
D'après les données du Plan local d'urbanisme de 2008, la commune compte deux médecins généralistes, un dentiste, une infirmière et une pharmacie.
L'hôpital le plus proche est le centre hospitalier Auban-Moët à Épernay.

### Postes et télécommunications
La commune dispose d'un bureau de poste, installé rue du 8 mai 1945 à Port-à-Binson.
Quatre boîtes aux lettres de La Poste se trouvent par ailleurs sur son territoire : trois à Port-à-Binson (avenue Paul Doumer, rue de la Côte en Bosse et rue de la Fontaine) et une à Mareuil-le-Port (avenue Hubert Pierson).

### Justice, sécurité et secours
Du point de vue judiciaire, Mareuil-le-Port relève du conseil de prud'hommes d'Épernay, du tribunal de commerce de Reims, du tribunal judiciaire, du tribunal paritaire des baux ruraux et du tribunal pour enfants de Châlons-en-Champagne, dans le ressort de la cour d'appel de Reims. Pour le contentieux administratif, la commune dépend du tribunal administratif de Châlons-en-Champagne et de la cour administrative d'appel de Nancy.
Mareuil-le-Port est située en secteur Gendarmerie nationale et dépend de la brigade de Dormans.
En matière d'incendie et de secours, le centre d'incendie et de secours le plus proche est celui de Dormans, dépendant du Service départemental d'incendie et de secours (SDIS) de la Marne. La commune accueille une unité opérationnelle de secours à la personne et opérations diverses qui compte 7 sapeurs-pompiers volontaires intercommunaux suppléant les pompiers professionnels du SDIS.

## Population et société

### Démographie

#### Évolution démographique
Depuis la fin du XIXe siècle, la population de la commune oscille entre 1 000 et 1 400 habitants. Mareuil-le-Port perd des habitants depuis les années 1990.
L'évolution du nombre d'habitants est connue à travers les recensements de la population effectués dans la commune depuis 1793. Pour les communes de moins de 10 000 habitants, une enquête de recensement portant sur toute la population est réalisée tous les cinq ans, les populations de référence des années intermédiaires étant quant à elles estimées par interpolation ou extrapolation. Pour la commune, le premier recensement exhaustif entrant dans le cadre du nouveau dispositif a été réalisé en 2005.

En 2022, la commune comptait 1 151 habitants, en évolution de −2,37 % par rapport à 2016 (Marne : −1,19 %, France hors Mayotte : +2,11 %).
| 1793 | 1800 | 1806 | 1821 | 1831 | 1836  | 1841  | 1846 | 1851 |
| ---- | ---- | ---- | ---- | ---- | ----- | ----- | ---- | ---- |
| 571  | 741  | 767  | 871  | 966  | 1 004 | 1 000 | 990  | 996  |

| 1856 | 1861 | 1866  | 1872  | 1876  | 1881  | 1886  | 1891  | 1896  |
| ---- | ---- | ----- | ----- | ----- | ----- | ----- | ----- | ----- |
| 936  | 963  | 1 027 | 1 035 | 1 180 | 1 203 | 1 159 | 1 190 | 1 209 |

| 1901  | 1906  | 1911  | 1921  | 1926  | 1931  | 1936  | 1946  | 1954  |
| ----- | ----- | ----- | ----- | ----- | ----- | ----- | ----- | ----- |
| 1 158 | 1 142 | 1 133 | 1 111 | 1 144 | 1 161 | 1 087 | 1 017 | 1 050 |

| 1962  | 1968  | 1975  | 1982  | 1990  | 1999  | 2005  | 2006  | 2010  |
| ----- | ----- | ----- | ----- | ----- | ----- | ----- | ----- | ----- |
| 1 086 | 1 386 | 1 403 | 1 327 | 1 392 | 1 317 | 1 316 | 1 330 | 1 198 |

| 2015  | 2020  | 2022  | - | - | - | - | - | - |
| ----- | ----- | ----- | - | - | - | - | - | - |
| 1 190 | 1 152 | 1 151 | - | - | - | - | - | - |

#### Pyramide des âges
La population de Mareuil-le-Port est plus âgée que celle du département de la Marne, mais plus jeune que celle de la communauté de communes des Paysages de la Champagne.
En 2021, 30,8 % des Mareuillats avaient moins de 30 ans, contre 29,1 % à l'échelle de l'intercommunalité et 36,4 % à l'échelle du département. Au contraire, 28,1 % avaient 60 ans ou plus, contre 29,7 % au niveau intercommunal et 26,2 % au niveau départemental,,.
Les pyramides des âges de la commune et du département s'établissent comme suit :
| Hommes | Classe d’âge | Femmes |
| ------ | ------------ | ------ |
| 1,1    | 90 ou +      | 1,0    |
| 7,1    | 75-89 ans    | 10,0   |
| 18,9   | 60-74 ans    | 18,0   |
| 23,4   | 45-59 ans    | 23,5   |
| 17,9   | 30-44 ans    | 17,6   |
| 15,5   | 15-29 ans    | 15,1   |
| 16,1   | 0-14 ans     | 14,8   |

| Hommes | Classe d’âge | Femmes |
| ------ | ------------ | ------ |
| 0,6    | 90 ou +      | 1,8    |
| 6,5    | 75-89 ans    | 9,2    |
| 16,5   | 60-74 ans    | 17,8   |
| 19,7   | 45-59 ans    | 19,1   |
| 18,6   | 30-44 ans    | 17,5   |
| 19,9   | 15-29 ans    | 18,2   |
| 18,2   | 0-14 ans     | 16,6   |

### Sports, loisirs et vie associative
En termes d'équipements sportifs, la commune dispose d'un gymnase, de trois terrains de football et d'un terrain de basketball. On y trouve une halte nautique sur la Marne pour les bateaux et une base nautique, gérée par le club de ski nautique local. Le bord de Marne est également aménagé avec des jeux pour enfants, des agrès sportifs et un terrain de pétanque. La commune est par ailleurs traversée par le sentier de grande randonnée 14.
Mareuil-le-Port compte une salle polyvalente communale, l'Espace 2000 d'une capacité de 230 personnes, ainsi qu'une salle des fêtes privée, à Cerseuil.
La vie associative locale est diversifiée avec une trentaine d'associations dans les domaines culturel, festif, mémoriel, scolaire, sportif ou encore social.

### Cultes
Pour le culte catholique, Mareuil-le-Port dépend de la paroisse Saint-Hildegrin - Vallée de la Marne au sein du diocèse de Châlons-en-Champagne.

### Médias
La presse écrite régionale comprend le quotidien L'Union et l'hebdomadaire L'Hebdo du vendredi.
Parmi les stations de radio locales, il est possible de citer Ici Champagne-Ardenne et Champagne FM.

## Économie

### Revenus de la population et fiscalité
En 2021, la commune compte 523 ménages fiscaux, regroupant 1 144 personnes.
Le revenu disponible par unité de consommation est alors de 22 330 €, inférieur à celui de la communauté de communes des Paysages de la Champagne (24 050 €), du département de la Marne (22 830 €) et de la France métropolitaine (23 080 €).
Pour des raisons de secret statistique, le taux de pauvreté à Mareuil-le-Port n'est pas communiqué par l'Insee.

### Emploi
Mareuil-le-Port appartient à la zone d'emploi d'Épernay.
En 2021, le taux d'activité des 15-64 ans est de 79,9 %, supérieur à celui de la communauté de communes (79,7 %), du département (74 %) et de la France métropolitaine (74,9 %). Pour cette même catégorie de population, le taux de chômage est de 11,7 % contre 8 % pour la communauté de communes, 12,1 % pour la Marne et 11,7 % pour la France métropolitaine.
En 2021, Mareuil-le-Port compte 341 emplois, dont 65,4 % de salariés et 34,6 % de non-salariés. Avec 522 actifs y résidant, la commune a alors un indicateur de concentration d'emploi de 65,2. Dans les faits, 31 % des actifs résidant à Mareuil-le-Port y travaillent tandis que 69 % travaillent dans une autre commune.

### Entreprises, commerces et agriculture
En 2022, la commune compte 76 établissements économiquement actifs (hors agriculture).
La commune compte de nombreux commerces : épicerie, boulangeries, cafés et restaurants, stations services et garages, fleuristes, banque, pharmacie, etc..
En 2020, Mareuil-le-Port compte 119 exploitations agricoles, pour une surface agricole utilisée de 939 hectares et 178 emplois à temps plein. Selon l'Agreste, la production agricole de la commune est spécialisée dans la viticulture. Mareuil-le-Port fait en effet partie des appellations d'origine contrôlée « champagne » et « coteaux-champenois ». On y trouve une coopérative du Syndicat général des vignerons ainsi qu'une coopérative viticole à Cerseuil.

## Culture locale et patrimoine

### Lieux et monuments
Le principal monument de la commune est l'église Saint-Remi de Mareuil, classée monument historique le 3 novembre 1892, qui possède l'un des 68 clochers tors de France. L'église est construite aux XIIe et XIIIe siècles puis agrandie au XVIe siècle (transept, chœur) dans un style gothique. Sa tour du XIIe siècle est toutefois d'architecture romane. À l'intérieur de l'église Saint-Remi, se trouvent plusieurs objets protégés au titre des monuments historiques : des verrières du XVIe siècle, un tableau daté de 1620 commérant la fondation en 1616 d'une confrérie du Rosaire, le cadre en bois (style Louis XIV) d'une copie des Pèlerins d'Emmaüs de Titien, une sculpture en pierre du XVIe siècle représentant la Vierge et sainte Anne ainsi qu'un crucifix en bois du XVIe siècle représentant le Christ en croix.

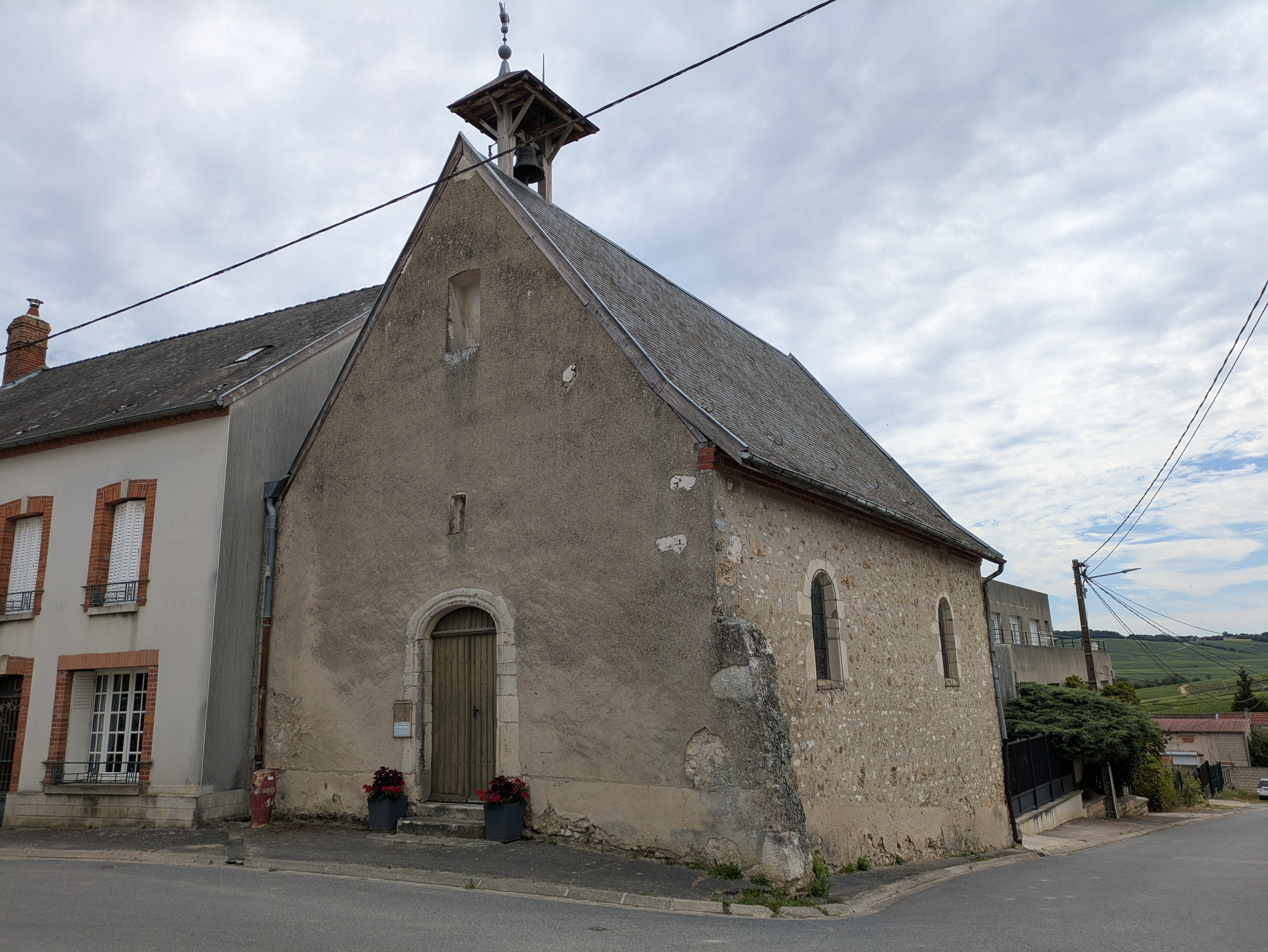
La chapelle Sainte-Barbe de Cerseuil.

Le deuxième édifice religieux de la commune est la chapelle Sainte-Barbe de Cerseuil,. Elle renferme également plusieurs objets inscrits ou classés au titre des monuments historiques : un tableau de la Vierge de Pitié du XVIIe siècle et plusieurs sculptures en bois (une statue de sainte Barbe du XVe siècle, une Descente de croix du XVIe siècle, deux statues de la Vierge de Douleur et de Saint Jean l'Évangéliste du XVIe siècle et quatre statues d'enfants de chœur du XVIIIe siècle).
La patrimoine local inclut également le monument aux morts. Édifié en 1922, le monument est un obélisque sur socle, devancée d'une statue en fonte de fer bronzée d'Eugène Piron (On ne passe pas). Cette statue se retrouve, dans plusieurs variantes, sur les monuments aux morts d'autres communes françaises. Le monument comporte les noms de Mareuillats morts lors des deux conflits mondiaux,.

### Personnalités liées à la commune
- Esprit Alexandre Rémy (1817-1900), médecin et botaniste, y est mort.
- Léon Camille Godart (1837-1928), général de division impliqué dans la guerre franco-prussienne et les campagnes de Tunisie et du Tonkin, y est né.
- Jules Crochet (1902-1974), médecin pionnier de l'aviation sanitaire, y repose.
- Édouard Charlot (1903-1943), gendarme et résistant mort pour la France, y repose[99],[100].

### Héraldique
| Blason de Mareuil-le-Port | Blason  | De sinople à la barre cousue d'azur chargée d'un bâton d'argent surchargé à l'intérieur de potences et de contre-potences de sable, accompagnée, en chef, d'une grappe de raisin tigée du même et, en pointe, d'un épi de blé aussi de sable, au chef d'or. |
| Blason de Mareuil-le-Port | Détails | Le statut officiel du blason reste à déterminer. |